# Chiesa di San Bernardino (Busto Arsizio)
La chiesa di San Bernardino è una chiesa sussidiaria di Busto Arsizio, facente parte della parrocchia di San Luigi e Beata Giuliana.

## Storia
Fu costruita tra il 1663 e il 1667 presso la Cascina dei Poveri, un antico insediamento già esistente nel XV secolo presso il quale, nel 1427, nacque la beata Giuliana Puricelli. La chiesa fu consacrata nel 1668 dal prevosto Francesco Bossi. All'edificio originale, nel 1684 fu aggiunta la sagrestia e, nel XVIII secolo, il piccolo campanile. Nel 1913 il tempio fu ampliato nella zona absidale. Da allora la chiesa subì la stessa sorte della cascina in cui si colloca: a causa del degrado e dell'incuria, l'edificio fu dichiarato pericolante nel 1967, quando la cascina stava vivendo un progressivo spopolamento che portò poi all'abbandono dell'intera area e ad alcuni importanti crolli della copertura della chiesa.
Tra il 1999 è il 2000 il comune di Busto Arsizio, proprietario dell'edificio, fece restaurare la chiesetta, affidando il progetto all'architetto Alfredo Castiglioni, con interventi di bonifica, risanamento e consolidamento delle strutture e la ricostruzione delle parti danneggiate.
L'acquasantiera in pietra, la statua di san Bernardino e la lapide con iscrizione dedicatoria alla Beata Giuliana, tutte opere d'arte del XVII secolo, sono attualmente esposte presso le Civiche raccolte d'arte di palazzo Marliani-Cicogna, mentre le campane sono ora collocate sul campanile della poco distante chiesa di San Luigi e Beata Giuliana.
Oggi la chiesa è utilizzata sporadicamente per la celebrazione di matrimoni e altre funzioni, e per occasionali concerti.

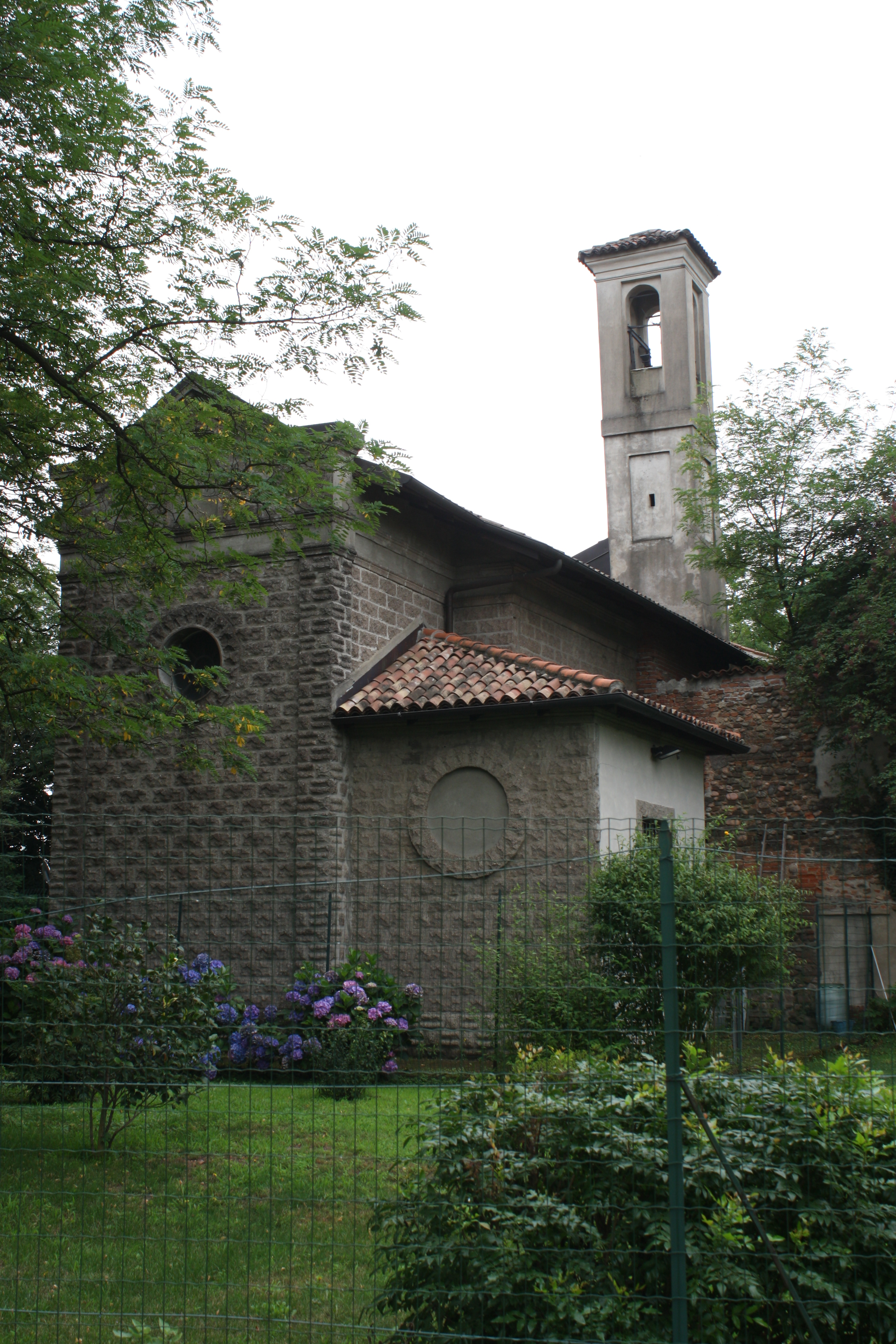
Esterno della zona absidale della chiesa.

## Architettura
La chiesa, orientata lungo l'asse sudovest-nordest, presenta un'aula a un'unica navata preceduta da un doppio presbiterio e che termina con un'abside quadrangolare. Sotto al pavimento in pietra, venuto alla luce durante i restauri ribassato di 16 cm rispetto al piano di calpestio, si trova una cripta intonacata coperta con voltino in mattoni e contenente ossa umane, chiusa da un sigillo di pietra. Dell'antica pavimentazione oggi è visibile la parte sopra e intorno alla cripta, sulla quale sono state poste delle lastre in vetro di protezione, sorrette da un telaio metallico.
La copertura in legno della navata è chiusa da un controsoffitto a cassettoni lignei; il primo presbiterio è coperto con volta a crociera sorretta da archi in mattoni, mentre il secondo presenta un soffitto incannucciato a intonaco. La volta a crociera si ritrova nell'abside. Tutti questi elementi sono stati ripristinati con i restauri del 2000 e rispecchiano le coperture originali della chiesa. Anche i capitelli e le decorazioni sono stati ricostruiti in quanto gravemente danneggiati dagli agenti atmosferici.